# Demetrio II di Georgia
Demetrio II Bagration (in georgiano დემეტრე II?, Demetre II; 1259 – 12 marzo 1289), anche detto Demetrio il Devoto (in georgiano დემეტრე თავდადებული?, Demetre Tavdadebuli), fu re della Georgia dal 1270 fino alla sua morte venendo giustiziato dai mongoli. È venerato come santo dalla Chiesa ortodossa georgiana.

## Biografia
Demetrio II nacque dall'unione tra il re Davide VII e la sua terza moglie, la principessa georgiana Gvantsa Kakhaberidze. Quest'ultima fu uccisa dai mongoli quando Demetrio aveva solo due anni, nel 1261. Alla morte di Davide VII nel 1270, Demetrio divenne re, ma avendo undici anni, fu affiancato dal cognato Sadun di Mankaberdeli, reggente nominato direttamente dai mongoli. Sebbene incoronato come re di tutta la Georgia, il dominio di Demetrio si limitò alla sola parte orientale del regno, mentre la Georgia occidentale (Imerezia) si trovava sotto il controllo del ramo bagratide facente riferimento a Davide VI. Inoltre, la provincia meridionale della Meschezia, retta dai Jaqeli, era sotto la diretta signoria dei mongoli.
Tra il 1277 ed il 1281 Demetrio II prese parte alle campagne dell'ilkhan Abaqa contro l'Egitto mamelucco. Si distinse, in particolare, nel corso della seconda battaglia di Homs (29 ottobre 1281), quando guidò, insieme a Bekha Jaqeli, un'armata georgiana di 15.000 uomini sotto l'autorità del fratello di Abaqa. Demetrio si comportò da alleato leale dell'Ilkhanato e sviluppò relazioni amichevoli con la nobiltà mongola. Nonostante fosse un devoto cristiano, il sovrano praticò la poligamia, prendendo in sposa la principessa mongola Solgar in aggiunta alla sua prima moglie, una delle figlie di Manuele I di Trebisonda.
Nel 1288, su ordine dell'ilkhan Arghun, Demetrio II represse una ribellione nella provincia di Derbent, sulle rive del Mar Caspio. Tuttavia, nello stesso anno, Arghun scoprì un complotto ordito dal potente ministro Buqa, il cui figlio era sposato ad una delle figlie di Demetrio II. Buqa e la sua famiglia furono massacrati, mentre a Demetrio II, sospettato di complicità con il ministro, fu intimato di raggiungere la capitale mongola per giustificarsi, pena l'invasione della Georgia. Nonostante i consigli dei nobili georgiani, ma supportato dal Catholicos Patriarca Abramo, Demetrio II, che voleva evitare l'orrore di una nuova invasione mongola, rifiutò di nascondersi e decise di accettare l'ultimatum. Si recò quindi alla residenza di Arghun e fu imprigionato. Il 12 marzo 1289 fu decapitato a Movakan. Fu poi sepolto nella cattedrale di Svetitskhoveli, a Mtskheta. La Chiesa ortodossa georgiana lo canonizzò in quanto martire.
La vita del sovrano ha ispirato il grande scrittore georgiano Ilia Ch'avch'avadze, autore del poema "Demetrio il Devoto".

## Famiglia
Demetrio II ebbe tre mogli. Nel 1277 sposò Teodora, una delle figlie dell'imperatore Manuele I di Trebisonda. Da questa unione nacquero cinque figli: i futuri re georgiani, Davide VIII e Vakhtang III, i principi Lasha e Manuele e la principessa Rusudan. Dalla principessa mongola Solgar, Demetrio ebbe tre figli: i principi Baidu e Iadgar e la principessa Jigda, identificata da alcune fonti come moglie dell'imperatore Alessio II di Trebisonda. Attorno al 1280 Demetrio sposò la sua terza moglie, Natela Jaqeli. Da questo matrimonio nacque Giorgio V il Brillante.

## Ascendenza
|                        |   |                   | Genitori               |  |  | Nonni |  |  | Bisnonni       |  |  | Trisnonni |  |
|                        |   |                   |                        |  |  |       |  |  | Davide Soslani |  |  | …         |  |
|                        |   |                   |                        |  |  |       |  |  | Davide Soslani |  |  | …         |  |
|                        |   | …                 |                        |  |  |       |  |  | Davide Soslani |  |  |           |  |
| Giorgio IV di Georgia  |   |                   |                        |  |  |       |  |  | Davide Soslani |  |  |           |  |
|                        |   | Tamara di Georgia | Giorgio III di Georgia |  |  |       |  |  |                |  |  |           |  |
|                        |   | Tamara di Georgia | Giorgio III di Georgia |  |  |       |  |  |                |  |  |           |  |
|                        |   | Tamara di Georgia | Burdukhan d'Alania     |  |  |       |  |  |                |  |  |           |  |
| Davide VII di Georgia  |   | Tamara di Georgia |                        |  |  |       |  |  |                |  |  |           |  |
|                        |   | …                 | …                      |  |  |       |  |  |                |  |  |           |  |
|                        |   | …                 | …                      |  |  |       |  |  |                |  |  |           |  |
|                        |   | …                 | …                      |  |  |       |  |  |                |  |  |           |  |
| …                      |   | …                 |                        |  |  |       |  |  |                |  |  |           |  |
|                        |   | …                 | …                      |  |  |       |  |  |                |  |  |           |  |
|                        |   | …                 | …                      |  |  |       |  |  |                |  |  |           |  |
|                        |   | …                 | …                      |  |  |       |  |  |                |  |  |           |  |
| Demetrio II di Georgia |   | …                 |                        |  |  |       |  |  |                |  |  |           |  |
|                        | … | …                 |                        |  |  |       |  |  |                |  |  |           |  |
|                        | … | …                 |                        |  |  |       |  |  |                |  |  |           |  |
|                        | … | …                 |                        |  |  |       |  |  |                |  |  |           |  |
| …                      | … |                   |                        |  |  |       |  |  |                |  |  |           |  |
|                        |   | …                 | …                      |  |  |       |  |  |                |  |  |           |  |
|                        |   | …                 | …                      |  |  |       |  |  |                |  |  |           |  |
|                        |   | …                 | …                      |  |  |       |  |  |                |  |  |           |  |
| Gvantsa Kakhaberidze   |   | …                 |                        |  |  |       |  |  |                |  |  |           |  |
|                        |   | …                 | …                      |  |  |       |  |  |                |  |  |           |  |
|                        |   | …                 | …                      |  |  |       |  |  |                |  |  |           |  |
|                        |   | …                 | …                      |  |  |       |  |  |                |  |  |           |  |
| …                      |   | …                 |                        |  |  |       |  |  |                |  |  |           |  |
|                        |   | …                 | …                      |  |  |       |  |  |                |  |  |           |  |
|                        |   | …                 | …                      |  |  |       |  |  |                |  |  |           |  |
|                        |   | …                 | …                      |  |  |       |  |  |                |  |  |           |  |
|                        |   | …                 |                        |  |  |       |  |  |                |  |  |           |  |